# Niklas Eg
Niklas Eg, né le 6 janvier 1995 à Kibæk (en), est un coureur cycliste danois.

## Biographie
En septembre 2017, il signe un contrat de deux ans avec la formation Trek Segafredo.

## Palmarès
- 2012
  - Classement général de la Course de la Paix juniors
  - 1re étape du Rothaus Regio-Tour (contre-la-montre par équipes)
  - 2e du Rothaus Regio-Tour
- 2017
  - 2e du Kreiz Breizh Elites
  - 3e du Grand Prix Priessnitz spa
  - 3e du Tour de l'Avenir

## Résultats sur les grands tours

### Tour de France
1 participation
- 2020 : 51e

### Tour d'Italie
1 participation
- 2018 : 93e

### Tour d'Espagne
2 participations
- 2019 : 37e
- 2020 : 59e

## Classements mondiaux
| Année                                 | 2016  | 2017 | 2018 | 2019 | 2020 | 2021 | 2022 | 2023  |
| ------------------------------------- | ----- | ---- | ---- | ---- | ---- | ---- | ---- | ----- |
| UCI World Tour                        | nc    | nc   | 328e |      |      |      |      |       |
| Classement mondial                    | 2480e | 379e | 590e | 504e | 458e | 669e | 919e | 1453e |
| UCI Europe Tour                       | 1648e | 190e | 497e | 387e | 376e | 530e | 675e | nc    |
| UCI America Tour                      | nc    | nc   | 255e |      |      |      |      |       |
| UCI Oceania Tour                      | nc    | nc   | 68e  |      |      |      |      |       |
|                                       |       |      |      |      |      |      |      |       |
| Légende : nc = non classéSource : UCI |       |      |      |      |      |      |      |       |